# Кошикороб рудий
Кошикороб рудий (Thripophaga berlepschi) — вид горобцеподібних птахів родини горнерових (Furnariidae). Ендемік Перу. Вид названий на честь німецького орнітолога Ганса фон Берлепша.

## Опис
Довжина птаха становить 18 см. Верхня частина тіла і груди руді, живіт і надхвістя оливково-бурі, тім'я і підборіддя сірувато-охристі. Дзьоб блакитнувато-роговий, очі світло-карі або оранжеві.

## Поширення і екологія
Руді кошикороби мешкають в Андах на півночі Перу, від східної П'юри через західний Амазонас і Сан-Мартін до південно-східного Ла-Лібертаду. Вони живуть в нижньому ярусі вологих гірських тропічних лісів та у високогірних чагарникових заростях. Зустрічаються парами або невеликими зграйками, на висоті від 1800 до 3350 м над рівнем моря. Часто приєднуються до змішаних зграй птахів.

## Збереження
МСОП класифікує цей вид як вразливий. За оцінками дослідників, популяція рудих коширокоробів становить від 1000 до 2500 птахів. Їм загрожує знищення природного середовища.